# Hallam Amos

a Compétitions nationales et continentales officielles uniquement.

b Matchs officiels uniquement.
Dernière mise à jour le 6 juillet 2023.
Hallam Amos, né le 24 septembre 1994, est un joueur international gallois de rugby à XV. Il évolue au poste d'arrière ou d'ailier.

## Biographie
Né à Stockport en Angleterre, Hallam Amos est arrivé au pays de Galles à l'âge de 4 ans. Le 21 octobre 2011, à seulement 17 ans et 28 jours, il participe à son premier match avec l'équipe première des Dragons lors d'un match de Coupe anglo-galloises contre les Wasps et marque un essai. À cette occasion, il bat le record du plus jeune joueur à évoluer avec une franchise galloise détenu jusque-là par le joueur des Ospreys, Kristian Phillips. Son record est battu lors de la deuxième mi-temps du même match avec l'entrée en jeu de Jack Dixon.
En début de saison 2021-2022, il annonce qu'il va mettre un terme à sa carrière de rugbyman à la fin de celle-ci, à seulement vingt-sept ans, pour se consacrer à ses études de médecine.

### Carrière internationale
En janvier 2013, il est sélectionné avec l'équipe du pays de Galles des moins de 20 ans pour le Tournoi des Six Nations des moins de 20 ans.
En novembre 2013, Amos est appelé dans le groupe senior du pays de Galles pour la tournée d'automne. Il fait ses débuts internationaux le 22 novembre 2013 contre les Tonga au poste d'ailier.

## Statistiques
Hallam Amos compte un total de 25 capes disputées sous le maillot gallois, inscrivant trente points, six essais. Il obtient sa première sélection 22 novembre 2013 contre les Tonga.
Il participe à trois éditions du Tournoi des Six Nations, en 2016, 2019 et 2021.